# Hyposidra pallidiplaga
Hyposidra pallidiplaga är en fjärilsart som beskrevs av W. Warren 1899. Hyposidra pallidiplaga ingår i släktet Hyposidra och familjen mätare. Inga underarter finns listade i Catalogue of Life.